# Semiothisa pandaria
Semiothisa pandaria är en fjärilsart som beskrevs av William Schaus 1913. Semiothisa pandaria ingår i släktet Semiothisa och familjen mätare. Inga underarter finns listade i Catalogue of Life.